# Toscana-Terra di ciclismo
La Toscana-Terra di ciclismo è una corsa a tappe maschile di ciclismo su strada, riservata alla categoria Under-23, che si disputa nel mese di aprile, in Toscana. Nel 2013 venne programmata la terza edizione, che però non fu disputata quell'anno; dopo un periodo in cui la corsa non venne più organizzata (sembrava definitivamente eliminata), 4 anni dopo, nel 2017, venne riproposta nuovamente. Le prime 2 edizioni hanno fatto parte del calendario della Coppa delle Nazioni.

## Albo d'oro
Aggiornato all'edizione 2018.
| Anno      | Vincitore      | Secondo          | Terzo                      |
| --------- | -------------- | ---------------- | -------------------------- |
| 2011      | Georg Preidler | Fabio Aru        | David de la Cruz           |
| 2012      | Fabio Aru      | Tim Wellens      | Francesco Manuel Bongiorno |
| 2013-2016 | non disputata  | non disputata    | non disputata              |
| 2017      | Jai Hindley    | Robert Stannard  | Lucas Hamilton             |
| 2018      | Andrea Bagioli | Aleksandr Vlasov | Christian Scaroni          |
| 2019      | non disputata  | non disputata    | non disputata              |